# ARMAD
ARMAD (бэкроним от Armored Unit Air Defence [System] — «зенитный [ракетный комплекс] бронетанковых частей») — шведский боевой модуль для лёгкой гусеничной бронетехники, предназначенный для переоборудования бронетранспортёра или другой единицы бронетехники в самоходный зенитный ракетный комплекс. Представляет собой четырёхтонную вращающуюся башню с интегрированной пусковой установкой, средствами обнаружения и сопровождения целей. Разрабатывался с 1979 года компанией «Бофорс» на базе переносного зенитного ракетного комплекса RBS 70 и использовал для стрельбы по воздушным целям такие же зенитные управляемые ракеты Lvrb 70.

## Назначение
Как следует из названия, боевой модуль предназначался для оснащения танковых и моторизованных частей вооружённых сил и эшелонирования средств противовоздушной обороны. Для указанных целей поставлялся вместе с другим боевым модулем от того же изготовителя — «Тринити» (TRINITY), оборудованного 40-мм автоматической зенитной пушкой. Главное предназначение модуля: обеспечение защиты бронетехники от ударных вертолётов противника.

## Хронология проекта
В истории проекта можно выделить следующие основные стадии и события:
- 1979 — начало разработки боевого модуля;
- апрель-август 1982 — первичные полигонные испытания;
- июнь 1982 — первое выкатывание машины с боевым модулем «Армад» для прессы и общественности вместе с вариантом для размещения в кузове автомобильной техники «Ви-эль-эм» (VLM);
- декабрь 1982 — окончание испытаний и заказ от Армии Норвегии на поставку партии боевых модулей;
- 1984 — календарный план начала поставок заказчикам.

## Экипаж
На борту машины размещаются трое членов экипажа, из которых один находится в отделении управления (водитель) и двое в башне (оператор модуля и командир машины, он же оператор РЛС). Оператор модуля осуществляет управление боевыми средствами при помощи ручного манипулятора джойстикового типа.

## Элементы комплекса

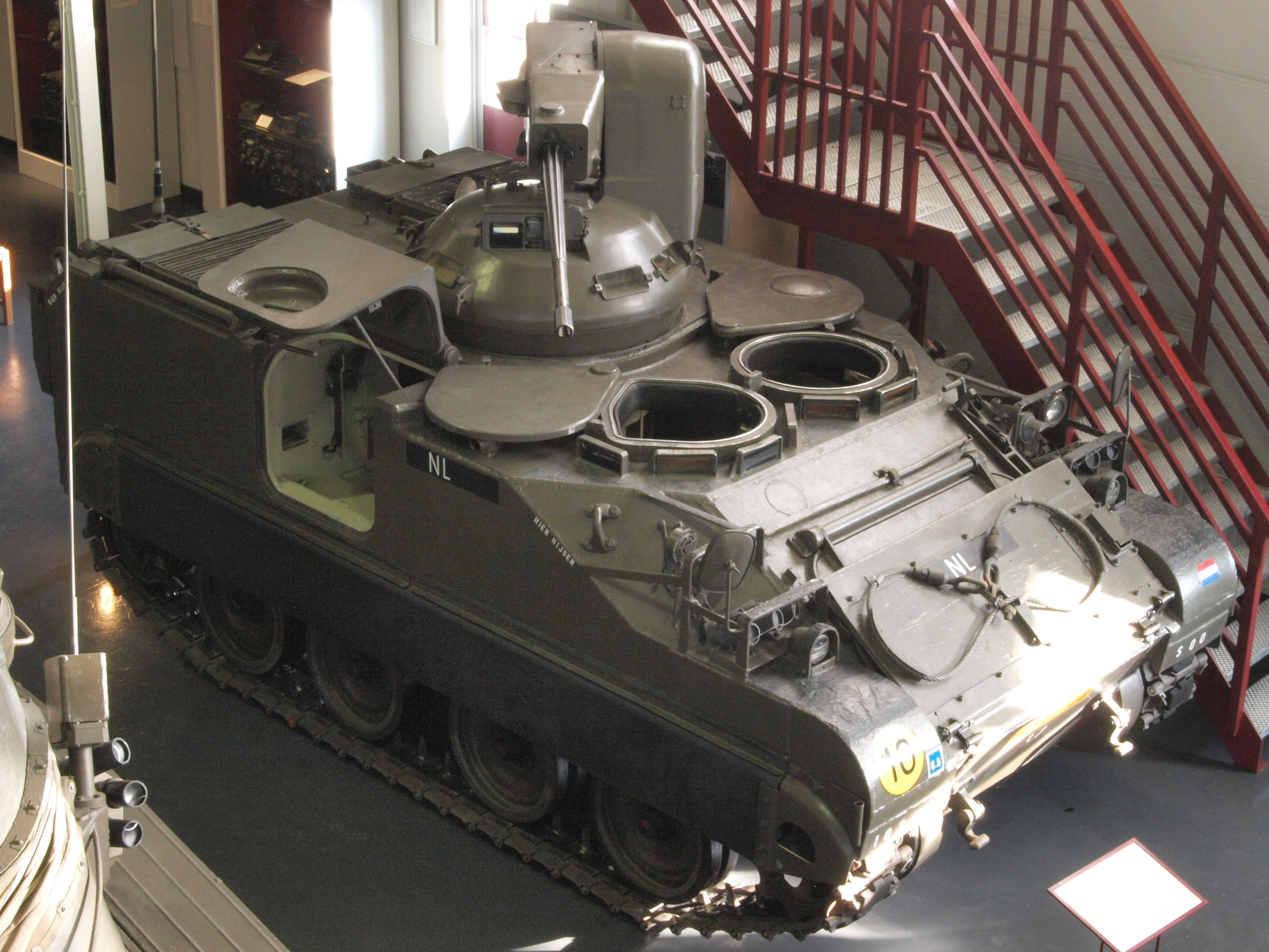
В качестве платформы для размещения пусковой установки с ракетами был предусмотрен бронетранспортёр M113A2

Исходно, в состав боевых средств комплекса входила 1) боевая машина на шасси бронетранспортёра M113A2, либо на шасси боевой машины огневой поддержки пехоты Ikv 103, и 2) двухместная отделяемая вращающаяся башня (боевой модуль), узел крепления которой соответствует STANAG и обеспечивает совместимость со многими типами бронетранспортёров армий НАТО, имеет внешнерасположенную пусковую установку с радиолокационной станцией и оптико-электронным устройством наведения, которая монтируется на одну из двух указанных боевых машин или аналогичные им. В таком виде, ЗРК имела экспортный индекс «Тип 701» (Type 701). В дальнейшем, отделяемая башня была доработана и стала трёхместной. Снаружи на башне располагалась трёхкоординатная радиолокационная станция обнаружения и сопровождения целей «Хард» (HARD, от Helicopter and Aircraft Radar Detection [System] — «[система] радиолокационного обнаружения вертолётов и самолётов») от компании «Эриксон». РЛС интегрирована в систему управления огнём и обеспечивает непрерывное сканирование воздушного пространства в радиусе до 12 км с выдачей оператору достаточно точных трёхмерных координат цели в пространстве, её азимута и скорости полёта. Надёжность и долговечность РЛС обеспечиваются импульсным принципом работы и ограничителем зоны обнаружения целей до необходимого радиуса, обеспечивающего своевременное приведение средств комплекса в боевую готовность. Стабизированная платформа вращающейся антенны РЛС позволяет эффективное боевое применение комплекса на ходу, без остановок в процессе боевой работы. Для обеспечения возможности обстрела цели в тёмное время суток прицельные приспособления оснащены тепловизионным прибором.

## Цикл боевой работы
После того, как РЛС обнаружения и сопровождения целей фиксирует их появление в радиусе сканирования окружающего воздушного пространства и начинает сопровождать по траектории полёта, башня и оптико-электронное устройство наведения, смонтированное на пусковой установке, автоматически наводятся на цель методом поворота в горизонтальной (башня) и вертикальной (ПУ) плоскостях. Одновременно с разворотом башни, на пусковую установку из отсека для хранения боекомплекта, расположенном выше погона башни, автоматически досылается ракета в пусковой трубе, которая фиксируется на направляющей пусковой установки и приводится в готовность к пуску. В течение четырёх секунд (время реакции комплекса, необходимое для заряжания и наведения, а также получения автоматического ответа от цели на запрос, генерируемый радиолокационным запросчиком системы опознавания) комплекс готов к бою и оператор модуля может приступать к обстрелу цели. После отстрела очередного боеприпаса, стреляная пусковая труба автоматически освобождается с фиксатора и отлетает в сторону под действием выбрасывателя, после чего направляющая опускается внутрь башни, где автоматом заряжания на пусковую установку подаётся дежурная ракета, фиксирующаяся на направляющей и выдвигающаяся наверх в боевое положение.

## Тактико-технические характеристики
Общие массо-габаритные характеристики комплекса
- Боевая масса комплекса — 4000 кг
- Масса пусковой трубы — 9 кг
- Масса ракеты — 15 кг
- Длина ракеты — 1320 мм
- Диаметр ракеты — 106 мм

Боевые средства
- Дальняя граница зоны поражения — 5…6 км
- Досягаемость по высоте — 3 км
- Время готовности комплекса к обстрелу цели — 5 сек
- Боекомплект — 7+1 ракета

Средства обнаружения и сопровождения целей
- Инструментальная дальность обнаружения — 12 км
- Гарантированная дальность обнаружения — 8…9 км
- Погрешность определения дальности — ±50 м
- Погрешность определения истинного азимута — ±½°
- Погрешность измерения угловых координат — ±1°
- Скорость кругового вращения — 40 об/мин
- Минимальная входная мощность — 30 Вт